# Linanthus
Linanthus é um género botânico pertencente à família Polemoniaceae.
1. ↑  «Linanthus — World Flora Online». www.worldfloraonline.org. Consultado em 19 de agosto de 2020